# Sandy Hook (Maryland)
Sandy Hook – jednostka osadnicza w Stanach Zjednoczonych, w stanie Maryland, w hrabstwie Washington.